# Capsicum recurvatum
Capsicum recurvatum är en potatisväxtart som beskrevs av Johanna A. Witasek. Capsicum recurvatum ingår i släktet spanskpepparsläktet, och familjen potatisväxter. Inga underarter finns listade i Catalogue of Life.